# Chalcinus
Chalcinus es un  género de peces de la familia Characidae y de la orden de los Characiformes.

## Especies
- Chalcinus knerii (Steindachner, 1876)[1]
- Chalcinus muellerii (De Filippi, 1853)[1]
- Chalcinus rotundatus (Nakashima, 1941)[1]